# Sânscrito híbrido budista
Sânscrito híbrido budista (SHB) é uma categoria linguística moderna aplicada à línguagem usada em uma classe de textos indianos budistas, tais como os sutras da Perfeição da Sabedoria. SHB é classificado como uma língua meso-índica. É às vezes chamado de "sânscrito budista" ou "sânscrito misturado".

## Origem
Escritos em sânscrito híbrido budista surgiram depois da codificação do sânscrito clássico no século IV a.C. pelo erudito Pāṇini. Sua versão padronizada da língua que evoluíra do antigo védico veio a ser conhecida como "sânscrito" (que quer dizer "refinado", ou "completamente reformado"). Antes disso, não se tem conhecimento de que os ensinamentos budistas tenham sido registrados na língua das elites bramânicas. Na época de Buda, instrução nesta língua era restrita aos membros das castas duplamente nascidas. Apesar de que Gautama Buda provavelmente tenha tido familiaridade com aquilo que hoje chamamos de sânscrito, ele preferiu ensinar nas línguas locais. Em certo ponto, ele decidiu contra a tradução de seus ensinamentos para o védico, dizendo que fazer tal coisa seria tolice - a língua dos Vedas por aquela época já era uma língua arcaica e obsoleta.
Depois da obra de Pāṇini, o sânscrito tornou-se a principal língua para literatura e filosofia na Índia. Monges budistas começaram a adaptar a língua que usavam a ele, ainda assim permanecendo sob a influência da tradição linguística advinda do prácrito protocanônico da tradição oral ancestral. Apesar de que haja teorias amplamente discordantes sobre a relação desta língua com o páli, é certo que o páli é muito mais próximo desta língua do que o sânscrito. De acordo como K.R. Norman, o páli também poderia ser considerado uma forma de SHB. Porém, Franklin Edgerton afirma que o páli é, em essência, um prácrito.

## Relação com o sânscrito e o páli
Em muitos casos onde o SHB difere do sânscrito, ele se aproxima do ou é idêntico ao páli. Contudo, a maioria das obras existentes em SHB foram originalmente escritos no mesmo, ao invés de serem reformatações ou traduções de obras já existentes em páli ou outras línguas. Entretanto, obras anteriores, predominantemente da escola Mahasamghika, usam uma forma de "sânscrito misturado" na qual o prácrito original foi sanscritizado apenas parcialmente, com as formas fonéticas mudadas para seus equivalentes sânscritos, mas retendo a gramática prácrita. Por exemplo, o prácrito bhikkhussa, o possessivo singular de bhikkhu (monge, cognato com o sânscrito bhikṣu) é convertido não para bhikṣoḥ, como no sânscrito, mas mudado mecanicamente para bhikṣusya.
O termo deve o seu uso e definição majoritariamente aos estudos de Franklin Edgerton. O SHB é estudado no mundo moderno principalmente para a investigação dos ensinamentos budistas que ele preserva, bem como para o estudo do desenvolvimento das línguas indo-arianas. Comparado ao páli e ao sânscrito clássico, pouco foi estudado sobre o sânscrito híbrido budista, por um lado devido ao menor número de escritos disponíveis, por outro dada a visão de alguns estudiosos de que o SHB não é diferente o suficiente do sânscrito para se tornar uma categoria linguística separada. Edgerton escreve que um leitor de um texto em SHB "raramente irá encontrar formas ou expressões que são definitivamente não gramaticais, ou pelo menos mais não gramaticais do que, digamos, o sânscrito dos épicos, que também violam as estritas regras de Pāṇini. Não obstante, cada parágrafo irá conter palavras [...] que, enquanto formalmente não têm objeções... jamais seriam usadas por um escritor não budista."
Edgerton sustenta que quase todos as obras budistas em sânscrito, pelo menos até um período tardio, pertencem a uma tradição linguística contínua e amplamente unitária. A linguagem destas obras é separada da tradição do sânscrito bramânico, e remonta em última instância a uma forma semisanscritizada do prácrito protocanônico. O vocabulário budista peculiar do SHB é subordinado a uma tradição linguística separada bastante aquém do sânscrito padrão (Edgerton encontra outras indicações). Os autores budistas que usavam o sânscrito bramânico padrão eram muito poucos. Este grupo parece ter sido composto de convertidos que receberam treinamento brâmane ortodoxo em suas juventudes antes de se converterem ao budismo, tal qual Ashvagosha.
Muitas palavras em sânscrito, ou usos particulares destas, estão registradas apenas em obras budistas. O páli compartilha uma vasta porção destas palavras; na visão de Edgerton, isso parece provar que a maioria delas pertence a um vocabulário especial do prácrito budista protocanônico.

## Uso budista do sânscrito clássico
Nem todo uso budista do sânscrito se dava na forma híbrida: algumas obras traduzidas (e.g. pela escola Sarvastivada) eram em sânscrito clássico. Havia também obras posteriores compostas diretamente em sânscrito e escritas num estilo mais simples do que aquele da literatura clássica, bem como obras de kavya em estilo clássico ornamental tal como o Buddhacarita.

## Paralelos
As expressões "chinês híbrido budista" e "inglês híbrido budista" têm sido usadas para descrever estilos peculiares de linguagem usados em traduções de textos budistas.

## Leitura complementar
- Edgerton, Franklin, Buddhist Hybrid Sanskrit Grammar and Dictionary. ISBN 81-215-1110-0